# Museo Naval Puerto Belgrano
El Museo Naval Puerto Belgrano (MNPB) es un museo militar de la Armada Argentina con asiento en la Base Naval Puerto Belgrano, junto a Punta Alta, provincia de Buenos Aires, y en la órbita de la red de museos de la defensa bajo la gestión del Ministerio de Defensa.

## Reseña
Creado en 1970, el museo naval se halla en la exestación del Ferrocarril del Sud, localizada en el interior de la Base Naval, y que comunicaba al puerto.
El museo naval exhibe material histórico como armamento, sensores y equipos de buques de guerra, así como maquetas que permiten ilustrar la historia de la Base Naval, el Arsenal Naval, la Armada y su participación en la guerra de Malvinas, el crucero ARA General Belgrano, así como la historia del almirante Guillermo Brown.